# Élections législatives de 1914 en Ille-et-Vilaine
Les élections législatives en Ille-et-Vilaine ont lieu les dimanches 26 avril 1914 et 10 mai 1914.
Elles ont pour but d'élire les 8 députés représentant le département à la Chambre des députés pour un mandat de quatre années.

## Élections partielles durant le précédent mandat

### Arrondissement de Vitré (14 avril 1912)
Vitré regroupe tous les cantons de l'arrondissement.
- Olivier Le Gonidec de Traissan (Conservateur), élu de 1876 à 1885 et depuis 1889, est mort le 18 janvier 1912.

| Candidats      | Candidats                      | Étiquette       | Premier tour | Premier tour |
| Candidats      | Candidats                      | Étiquette       | Voix         | %            |
| -------------- | ------------------------------ | --------------- | ------------ | ------------ |
|                | Jacques Le Cardinal de Kernier | Conservateur-AF | 12 388       | 81,58        |
|                | Joseph-Étienne Carabasse       | Bonapartiste    | 16           | 0,13         |
|                |                                |                 |              |              |
| Inscrits       | Inscrits                       | Inscrits        | 20 276       | 100,00       |
| Votants        | Votants                        | Votants         | 15 185       | 74,89        |
| Abstention     | Abstention                     | Abstention      | 2 530        | 25,11        |
| Blancs et nuls | Blancs et nuls                 | Blancs et nuls  | 5 091        | 16,66        |
| Exprimés       | Exprimés                       | Exprimés        | 12 655       | 83,34        |

### 1recirconscription de Rennes (31 août 1913)
Rennes-1 regroupe les cantons de Rennes-Nord-Ouest, Rennes-Nord-Est, Rennes-Sud-Ouest et de Rennes-Sud-Est.
- René Le Hérissé (Radical) est élu sénateur le 13 juillet 1913.

| Candidats      | Candidats       | Étiquette       | Premier tour | Premier tour |
| Candidats      | Candidats       | Étiquette       | Voix         | %            |
| -------------- | --------------- | --------------- | ------------ | ------------ |
|                | Louis Deschamps | Gauche radicale | 11 267       | 88,63        |
|                | Eugène Leprince | SFIO            | 1 425        | 11,20        |
|                |                 |                 |              |              |
| Inscrits       | Inscrits        | Inscrits        | 25 331       | 100,00       |
| Votants        | Votants         | Votants         | 13 582       | 53,6         |
| Abstention     | Abstention      | Abstention      | 11 749       | 46,4         |
| Blancs et nuls | Blancs et nuls  | Blancs et nuls  | 855          | 6,29         |
| Exprimés       | Exprimés        | Exprimés        | 12 727       | 93,71        |

## Mode de scrutin
L'élection se fait au scrutin d'arrondissement, soit un mode uninominal majoritaire à deux tours.
La circonscription pour l'élection est l'arrondissement.
Le scrutin est individuel, chaque arrondissement élisant un député.
Les arrondissements qui ont plus de cent mille habitants sont divisés. Dans ce cas on élit un député par circonscription électorale.
L'article 18 précise qu'il faut réunir pour être élu au premier tour :
1. La majorité absolue des suffrages exprimés ;
2. Un nombre de suffrages égal au quart des électeurs inscrits.

Au deuxième tour la majorité relative suffit. En cas d'égalité c'est le plus âgé qui est élu.

## Députés sortants
| Députés | Députés                           | Parti                        | Fonctions lors de l'élection en 1914 |
| ------- | --------------------------------- | ---------------------------- | --- |
|         | Louis Deschamps                   | Gauche radicale              | Conseiller général de Rennes-Nord-Est, conseiller municipal de Rennes. Avocat à la Cour d'appel de Rennes.                                  |
|         | Robert Surcouf                    | Gauche démocratique-ARD      | Conseiller d'arrondissement de Châteauneuf-d'Ille-et-Vilaine, maire de Plerguer. Armateur, Propriétaire agricole, châtelain du Haut-Mesnil. |
|         | Charles Guernier                  | Gauche démocratique-ARD      | Pas d'autres mandats. Avocat, Professeur de Droit à l'Université de Lille.                                                                  |
|         | René Brice                        | Progressiste                 | Président du Conseil Général, conseiller de Sel-de-Bretagne. Avocat, Propriétaire agricole.                                                 |
|         | Alexandre Lefas                   | Progressiste-Action libérale | Pas d'autres mandats. Avocat, Propriétaire agricole.                                                                                        |
|         | André Porteu de la Morandière     | Action libérale              | Maire de Talensac. Propriétaire agricole, châtelain du Château de Bintin.                                                                   |
|         | Maurice de Poulpiquet du Halgouët | Conservateur                 | Conseiller général de Redon, maire de Renac. Ancien Lieutenant, Propriétaire agricole.                                                      |
|         | Jacques Le Cardinal de Kernier    | Conservateur-AF              | Conseiller général de Vitré-Ouest, maire de Val-d'Izé. Propriétaire agricole, châtelain du Château du Bois-Cornillé.                        |

## Résultats par arrondissement

### Arrondissement de Fougères
Fougères regroupe tous les cantons de l'arrondissement.
| Candidats      | Candidats         | Étiquette                    | Premier tour | Premier tour |
| Candidats      | Candidats         | Étiquette                    | Voix         | %            |
| -------------- | ----------------- | ---------------------------- | ------------ | ------------ |
|                | Alexandre Lefas * | Progressiste-Action libérale | 11 478       | 55,68        |
|                | Émile Ferron      | Radical socialiste           | 8 210        | 39,83        |
|                | Julien Vaillant   | SFIO                         | 925          | 4,49         |
|                |                   |                              |              |              |
| Inscrits       | Inscrits          | Inscrits                     | 23 853       | 100,00       |
| Votants        | Votants           | Votants                      | 20 846       | 87,39        |
| Abstention     | Abstention        | Abstention                   | 3 007        | 12,61        |
| Blancs et nuls | Blancs et nuls    | Blancs et nuls               | 233          | 1,12         |
| Exprimés       | Exprimés          | Exprimés                     | 20 613       | 98,88        |

*sortant

### Arrondissement de Montfort
Montfort regroupe tous les cantons de l'arrondissement.
| Candidats      | Candidats                       | Étiquette        | Premier tour | Premier tour |
| Candidats      | Candidats                       | Étiquette        | Voix         | %            |
| -------------- | ------------------------------- | ---------------- | ------------ | ------------ |
|                | André Porteu de la Morandière * | Action libérale  | 7 679        | 54,37        |
|                | Émile Beauchef                  | Répub. de gauche | 6 450        | 45,66        |
|                |                                 |                  |              |              |
| Inscrits       | Inscrits                        | Inscrits         | 16 634       | 100,00       |
| Votants        | Votants                         | Votants          | 14 337       | 86,19        |
| Abstention     | Abstention                      | Abstention       | 2 297        | 13,81        |
| Blancs et nuls | Blancs et nuls                  | Blancs et nuls   | 212          | 1,48         |
| Exprimés       | Exprimés                        | Exprimés         | 14 125       | 98,52        |

*sortant

### Arrondissement de Redon
Redon regroupe tous les cantons de l'arrondissement.
| Candidats      | Candidats                           | Étiquette        | Premier tour | Premier tour |
| Candidats      | Candidats                           | Étiquette        | Voix         | %            |
| -------------- | ----------------------------------- | ---------------- | ------------ | ------------ |
|                | Maurice de Poulpiquet du Halgouët * | Conservateur     | 12 989       | 63,09        |
|                | Henri Gascon                        | Répub. de gauche | 7 627        | 37,04        |
|                |                                     |                  |              |              |
| Inscrits       | Inscrits                            | Inscrits         | 25 978       | 100,00       |
| Votants        | Votants                             | Votants          | 20 895       | 80,43        |
| Abstention     | Abstention                          | Abstention       | 5 083        | 19,57        |
| Blancs et nuls | Blancs et nuls                      | Blancs et nuls   | 306          | 1,46         |
| Exprimés       | Exprimés                            | Exprimés         | 20 589       | 98,54        |

*sortant

### Arrondissement de Rennes

#### 1recirconscription
Rennes-1 regroupe les cantons de Rennes-Nord-Ouest, Rennes-Nord-Est, Rennes-Sud-Ouest et de Rennes-Sud-Est.
- Eugène Quessot[4] se retire pour le scrutin de ballotage.
- Jean Le Pannetier de Roissay se présente au ballotage uniquement pour pouvoir légalement placarder des affiches royalistes.

| Candidats      | Candidats                    | Étiquette          | Premier tour | Premier tour | Deuxième tour | Deuxième tour |
| Candidats      | Candidats                    | Étiquette          | Voix         | %            | Voix          | %             |
| -------------- | ---------------------------- | ------------------ | ------------ | ------------ | ------------- | ------------- |
|                | Louis Deschamps *            | Gauche radicale    | 8 538        | 45,62        | 9 825         | 51,78         |
|                | Édouard Thuau                | Progressiste (PRD) | 8 479        | 45,31        | 9 136         | 48,15         |
|                | Eugène Quessot               | SFIO               | 1 698        | 9,07         | 7             | 0,04          |
|                | Jean Le Pannetier de Roissay | Action française   | -            | -            | 5             | 0,03          |
|                |                              |                    |              |              |               |               |
| Inscrits       | Inscrits                     | Inscrits           | 25 887       | 100,00       | 25 837        | 100,00        |
| Votants        | Votants                      | Votants            | 19 033       | 73,52        | 19 182        | 74,24         |
| Abstention     | Abstention                   | Abstention         | 6 854        | 26,48        | 6 655         | 25,76         |
| Blancs et nuls | Blancs et nuls               | Blancs et nuls     | 318          | 1,67         | 208           | 1,08          |
| Exprimés       | Exprimés                     | Exprimés           | 18 715       | 98,33        | 18 974        | 98,92         |

*sortant

#### 2ecirconscription
Rennes-2 regroupe les cantons de Châteaugiron, Hédé, Janzé, Liffré, Mordelles et de Saint-Aubin-d'Aubigné.
| Candidats      | Candidats      | Étiquette         | Premier tour | Premier tour |
| Candidats      | Candidats      | Étiquette         | Voix         | %            |
| -------------- | -------------- | ----------------- | ------------ | ------------ |
|                | René Brice *   | Progressiste (FR) | 12 090       | 90,54        |
|                |                |                   |              |              |
| Inscrits       | Inscrits       | Inscrits          | 17 550       | 100,00       |
| Votants        | Votants        | Votants           | 13 353       | 76,09        |
| Abstention     | Abstention     | Abstention        | 4 197        | 23,91        |
| Blancs et nuls | Blancs et nuls | Blancs et nuls    | 1 263        | 9,46         |
| Exprimés       | Exprimés       | Exprimés          | 12 090       | 90,54        |

*sortant

### Arrondissement de Saint-Malo

#### 1recirconscription
Saint-Malo-1 regroupe les cantons de Saint-Malo, Cancale, Dol-de-Bretagne, Pleine-Fougères.
| Candidats      | Candidats          | Étiquette       | Premier tour | Premier tour |
| Candidats      | Candidats          | Étiquette       | Voix         | %            |
| -------------- | ------------------ | --------------- | ------------ | ------------ |
|                | Charles Guernier * | Gauche radicale | 8 068        | 95,97        |
|                | Honoré Commeurec   | SFIO            | 339          | 4,03         |
|                |                    |                 |              |              |
| Inscrits       | Inscrits           | Inscrits        | 17 397       | 100,00       |
| Votants        | Votants            | Votants         | 11 636       | 66,89        |
| Abstention     | Abstention         | Abstention      | 5 761        | 33,11        |
| Blancs et nuls | Blancs et nuls     | Blancs et nuls  | 3 229        | 27,75        |
| Exprimés       | Exprimés           | Exprimés        | 8 407        | 72,25        |

*sortant

#### 2ecirconscription
Saint-Malo-2 regroupe les cantons de Châteauneuf-d'Ille-et-Vilaine, Combourg, Pleurtuit, Tinténiac et de Saint-Servan.
| Candidat       | Candidat           | Étiquette       | Premier tour | Premier tour |
| Candidat       | Candidat           | Étiquette       | Voix         | %            |
| -------------- | ------------------ | --------------- | ------------ | ------------ |
|                | Robert Surcouf *   | Gauche radicale | 7 352        | 56,40        |
|                | Gustave Poussineau | Action libérale | 5 626        | 43,16        |
|                | Louis Le Clainche  | SFIO            | 58           | 0,45         |
|                |                    |                 |              |              |
| Inscrits       | Inscrits           | Inscrits        | 18 317       | 100,00       |
| Votants        | Votants            | Votants         | 13 397       | 73,14        |
| Abstention     | Abstention         | Abstention      | 4 920        | 26,86        |
| Blancs et nuls | Blancs et nuls     | Blancs et nuls  | 361          | 2,69         |
| Exprimés       | Exprimés           | Exprimés        | 13 036       | 97,31        |

*sortant

### Arrondissement de Vitré
Vitré regroupe tous les cantons de l'arrondissement.
| Candidats      | Candidats                       | Étiquette        | Premier tour | Premier tour |
| Candidats      | Candidats                       | Étiquette        | Voix         | %            |
| -------------- | ------------------------------- | ---------------- | ------------ | ------------ |
|                | Jacques Le Cardinal de Kernier* | Conservateur-AF  | 10 731       | 64,67        |
|                | Prudent Porée                   | Répub. de gauche | 5 866        | 35,35        |
|                |                                 |                  |              |              |
| Inscrits       | Inscrits                        | Inscrits         | 20 016       | 100,00       |
| Votants        | Votants                         | Votants          | 16 894       | 84,40        |
| Abstention     | Abstention                      | Abstention       | 3 122        | 15,60        |
| Blancs et nuls | Blancs et nuls                  | Blancs et nuls   | 300          | 1,78         |
| Exprimés       | Exprimés                        | Exprimés         | 16 594       | 98,22        |

*sortant

## Députés élus
| Députés | Députés                           | Parti                        | Fonctions lors de l'élection en 1914 |
| ------- | --------------------------------- | ---------------------------- | --- |
|         | Louis Deschamps                   | Gauche radicale              | Conseiller général de Rennes-Nord-Est, conseiller municipal de Rennes. Avocat à la Cour d'appel de Rennes.                                  |
|         | Robert Surcouf                    | Gauche radicale              | Conseiller d'arrondissement de Châteauneuf-d'Ille-et-Vilaine, maire de Plerguer. Armateur, Propriétaire agricole, châtelain du Haut-Mesnil. |
|         | Charles Guernier                  | Gauche radicale              | Conseiller général de Cancale. Avocat, Professeur de Droit à l'Université de Lille.                                                         |
|         | René Brice                        | Progressiste                 | Président du Conseil Général, conseiller de Sel-de-Bretagne. Avocat, Propriétaire agricole.                                                 |
|         | Alexandre Lefas                   | Progressiste-Action libérale | Pas d'autres mandats. Avocat, Propriétaire agricole.                                                                                        |
|         | André Porteu de la Morandière     | Action libérale              | Maire de Talensac. Propriétaire agricole, châtelain du Château de Bintin.                                                                   |
|         | Maurice de Poulpiquet du Halgouët | Conservateur                 | Conseiller général de Redon, maire de Renac. Ancien Lieutenant, Propriétaire agricole.                                                      |
|         | Jacques Le Cardinal de Kernier    | Conservateur-AF              | Conseiller général de Vitré-Ouest, maire de Val-d'Izé. Propriétaire agricole, châtelain du Château du Bois-Cornillé.                        |